# Petr Kukal
Petr Kukal (* 16. prosince 1970 Poděbrady) je český básník, spisovatel a publicista.

## Život
Po absolvování Gymnázia Jiřího z Poděbrad vystudoval obor český jazyk – literatura na Pedagogické fakultě Univerzity Karlovy v Praze a později také obor teologie služby na Teologické fakultě Jihočeské univerzity v Českých Budějovicích.
Pracoval jako učitel na ZŠ T. Stolzové v Kostelci nad Labem a na SŠ a VOŠ MILLS v Čelákovicích, dále jako šéfredaktor časopisu Moderní vyučování, šéfredaktor nakladatelství učebnic ALTER, působil na Ministerstvu školství, mládeže a tělovýchovy ČR a ve vedení Výzkumného ústavu pedagogického. V letech 2005–2015 se věnoval vzdělávání dospělých, s přestávkou v roce 2009,[zdroj?] kdy byl krátce ředitelem kabinetu ministra při Úřadu vlády a předsedy Legislativní rady vlády Pavla Svobody.
Od roku 2015 do dubna 2018 pracoval na Ministerstvu kultury ČR, kde dosáhl popularity jako správce twitterového účtu. V roce 2016 Ministerstvo kultury získalo za tento účet Křišťálovou lupu v kategorii Obsahová inspirace.
Od května 2018 do března 2020 působil jako tiskový mluvčí Filozofické fakulty Univerzity Karlovy, kde skončil kvůli některým svým vyjádřením na sociálních sítích vůči členkám akademické obce. Od dubna 2020 do února 2021 působil jako správce sociálních sítí a specialista komunikace v Národní knihovně České republiky. Z ní byl po odvolání generálního ředitele NK Martina Kocandy pověřeným ředitelem Vítem Richterem propuštěn pro nadbytečnost.
V letech 2009–2023 byl členem Českého centra Mezinárodního PEN klubu, v období duben 2022 - leden 2023 členem jeho výboru.[zdroj?]
Petr Kukal je držitelem několika literárních ocenění (Literární cena Vladimíra Vokolka, výroční Cena Unie českých spisovatelů za rok 2014 aj.), za publikaci Písmenková polívka získal spolu s ilustrátorkou Soňou Juríkovou v roce 2020 zvláštní cenu poroty soutěže BELMA: Best European Learning Materials Awards. Od října 2017 spolupracuje s Českým rozhlasem Dvojka (pořady Ranní glosy, Příběhy z kalendáře), a od roku 2019 také s náboženským vysíláním České televize. Je autorem textu mariánské duchovní písně Marie Panno Boleslavská, jejíž první sloka je od roku 2023 součástí liturgie mše svaté při Národní svatováclavské pouti ve Staré Boleslavi. Je zastoupen ve sborníku Nejlepší české básně 2017. Jeho verše byly přeloženy do ruštiny, polštiny, maďarštiny a bosenštiny. V roce 2018 mu byla udělena pamětní medaile města Poděbrad.
Žije v Brandýse nad Labem. Je ženatý, otec dvou synů.

## Výběrová bibliografie prací

### Poezie
- Služský hřbitov. 1. vyd. Praha: Ostrov, 2003. 31 s. ISBN 80-86289-30-3.
- Polabské evangelium. 1. vyd. Brandýs nad Labem: Česká křesťanská akademie, 2006. [40] s. ISBN 80-902897-8-9.
- Tajemství Panské zahrady. Kostelní Vydří: Karmelitánské nakladatelství, 2008. 86 s. ISBN 978-80-7195-058-5.
- Orel velmi. 1. vyd. Praha: Protis, 2008. 62 s. ISBN 978-80-7386-018-9.
- Říkejme si přísloví. Náměty pro využití přísloví a říkanek k rozvoji myšlení dětí od 4 do 8 let. 2. vyd. Praha: Portál, 2010. 135 s. ISBN 978-80-7367-731-2.
- Hejna ptáků a všechno. 1. vyd. Praha: PROTIS, 2011. 74 s. ISBN 978-80-7386-084-4.
- Bůh mezků. 1. vyd. Praha: Akropolis, 2015. 74 s. ISBN 978-80-7304-182-3.
- Předposlední vlak. 1. vyd. Brno: Druhé město, 2017. 73 s. ISBN 978-80-7227-390-4.
- Prsten v břiše. 1. vyd. Praha: Akropolis, 2019. 59 s. ISBN 978-80-7304-213-4.
- O jablko lehčí ráj. #Ranní. Brno: Druhé město, 2022. 46, 39 s. ISBN 978-80-7227-884-8.

### Próza a ostatní
- O počítačích převážně nevážně. 1. vyd. Praha: Grada, 2007. 69 s. ISBN 978-80-247-2065-4.
- KUKAL, Petr; VINDUŠKA, Jan. Hovory a hrátky se zvyky a svátky. 1. vyd. Praha: Portál, 2010. 119 s. ISBN 978-80-7367-696-4.
- Deník muže ve středních letech. 1. vyd. Praha: Mladá fronta, 2013. 243 s. ISBN 978-80-204-2890-5.
- Mouka pro Meluzínu a jiné glosy. Praha: Euromedia Group, 2020. 194 s. ISBN 978-80-242-7019-7.
- Básník jako kněz. Teologická interpretace skladby Vítězslava Nezvala Z domoviny za využití metod poetické teologie. 1. vyd. České Budějovice: Jihočeská univerzita, 2022. 53 s. ISBN 978-80-7394-940-2.
- Deník boomera. Praha: Jonathan Livingston, 2023. 239 s. ISBN 978-80-7551-317-5.